# STS-108
STS-108 (Space Transportation System-108) var rumfærgen Endeavour's 17. rumfærge-mission, opsendt d. 5. december 2001 og vendte tilbage d. 17. december 2001.
Rumfærgen lagde til ved Den Internationale Rumstation og bragte de faste besætninger ISS Ekspedition 4 til rumstationen og ISS Ekspedition 3 retur til Jorden.
Missionen medbragte desuden nye forsyninger til rumstationen i Raffaello containeren. Der blev udført en rumvandring i løbet af de næsten 12 døgn missionen varede.
På mission mindede man de omkomne efter Terrorangrebet den 11. september 2001.

## Besætning
- Dominic Gorie (Kaptajn)
- Mark Kelly (Pilot)
- Daniel Tani (Missionsspecialist)
- Linda Godwin (Flymaskinist)

### Opsendt: ISS Ekspedition 4
- Yuri Onufrienko (ISS Kaptajn) (RKA)
- Carl Walz (Flymaskinist)
- Daniel Bursch (Flymaskinist)

### Retur til Jorden: ISS Ekspedition 3
- Frank Culbertson (ISS Kaptajn)
- Mikhail Turin (Flymaskinist) (RKA)
- Vladimir Dezhurov (Flymaskinist)

## Missionen
- ISS Ekspedition 3, ISS Ekspedition 4 og Rumfærge besætningen.
- Billede af Endeavour og et F-15 jagerfly. Operation Noble Eagle var forhøjet sikkerheds-beredskab efter 11/9-2001.
- Rumstationen set fra Endeavour.

Hovedartikler: